# Bogdan Szczygieł
Bogdan Stanisław Szczygieł (ur. 12 czerwca 1928 w Olkuszu, zm. 1 grudnia 1986 tamże) – doktor nauk medycznych, pisarz, podróżnik, działacz społeczny.

## Życiorys
Od 1964 roku w PZPR. W latach 1964–1965 przebywał w Algierii jako szef ekipy medycznej Międzynarodowej Służby Cywilnej (Service Civil International). Od 1966 do 1977 roku przebywał w Niamey (Niger), gdzie pracował jako kierownik oddziału radiologicznego, doradca prezydenta republiki ds. służby zdrowia i wykładowca na wydziale lekarskim tamtejszego uniwersytetu. Na przełomie 1979/80 odbył podróż do Beninu, kierując wyprawą dokumentalną Ministerstwa Kultury i Sztuki. W 1980 pełnił funkcję szefa jednej z ekip PCK w Kampuczy.
Był zafascynowany sztuką afrykańską, a efektem jego zbiorów kolekcjonerskich jest Muzeum Afrykanistyczne utworzone w rodzinnym Olkuszu.

## Publikacje
- Tubib wśród nomadów Iskry 1966 (seria: "Naokoło świata")
- Maska z niama-niama Iskry 1969 (seria: "Naokoło świata")
- Rubikon czarnych dziewcząt Iskry 1980 (seria: "Naokoło świata")
- Nieprzespany sen Afryki KAW-Kraków 1982
- Mnisi w szafranowych szatach KAW-Kraków 1984
- Tajemnicze oblicza Afryki KAW-Kraków 1984
- Plątanina afrykańskich dróg (wspólnie z Grzegorzem Łubczykiem) KAW-Kraków 1984
- Z całego świata tamta strona KAW-Kraków 1984
- Maski, bogowie, firnament KAW-Kraków 1985
- Reportaże afrykańskie KAW-Kraków 1986
- W służbie czarnych ekscelencji KAW-Kraków 1989